# Лексикалізація
Лексикалізація — перетворення окремого елемента мови (морфеми, словоформи), поєднання слів в окреме знаменне слово або стійку фразеологічну одиницю — лексикалізовані поєднання або фразеологізм, що функціонує як еквівалент окремого слова. Значення фразеологізму, утвореного в процесі лексикалізації, відмінно від значень складових його слів; ступінь відмінності може варіювати в широких межах: від невиводимості значень фразеологізму зі значень слів, до утворили його (створення ідіом) до значення, що випливає з значень складових слів (створення фразеологічних поєднань).
Лексикалізація є механізмом поповнення як загальновживаною, так і спеціальної і термінологічної лексики, в результаті якої лексикалізовані поєднання в кінцевому підсумку входять в мовну норму; при цьому в разі поповнення загальновживаної лексики переважає дескриптивне (описове) встановлення норми фіксацією узуальних вживань лексикалізованих поєднань у фразеологічних словниках, а при поповненні термінологій — прескриптивна (до якої) кодифікація термінологічними комісіями в термінологічних збірниках.